# Gadevang
Gadevang er en by i Nordsjælland med 1.129 indbyggere  (2024) i Nødebo Sogn i Hillerød Kommune og delvist omkranset af Gribskov. Byen tilhører Region Hovedstaden.

## Skovbyen Gadevang
Gadevangs historie går mere end 220 år tilbage. Dengang var Gadevang et lille samfund i et enestående naturområde med bakker og moser og med frit udsyn over de åbne marker, hvor køer og heste græssede. 
Det menes at Gadevang var vang for Frederiksborgstutteriet efter kongelig forordning. Beboet af vangemænd, hjælpere og heste. Vangene blev nedlagt til fordel for mere systematisk dyrkning af fæstelodderne. Fra begyndelsen af 1900-tallet begyndte udviklingen i Gadevang at tage fart og steg støt i takt med beboelsen.
Helt frem til 1930'erne var der ikke sket de store forandringer, men derefter begyndte Gadevang langsomt at ændre karakter. Forandringen slog fuldstændig igennem i 1960 -70 med de omfattende udstykninger, der betød at landsbyen blev et parcelhusområde. Udbygningen er nu næsten fuldstændig, dog sker der med mellemrum stadig udstykninger af de resterende store grunde. Det er helt i tråd med Hillerød Kommunes ønsker om den fremtidige udvikling, idet byrådet med Kommuneplan 2001 vedtog en strategi, der skulle optimere udnyttelsen af den eksisterende infrastruktur.
I dag er det et af de mest eftertragtede områder nær Hillerød. Det er især det bakkede landskab kombineret med den smukke natur, der får mange til at flytte til Gadevang.

## Ekstern henvisning
- Gadevangs hjemmeside Arkiveret 16. november 2007 hos  Wayback Machine